# Chełm (Beskid Niski)
Chełm (780 m) – zalesiony szczyt, położony w północno-zachodniej części Beskidu Niskiego z charakterystyczną sylwetką i stromym północnym zboczem. Wysokość względna szczytu wynosi 250 m. Na szczycie góry stoi pamiątkowy krzyż.

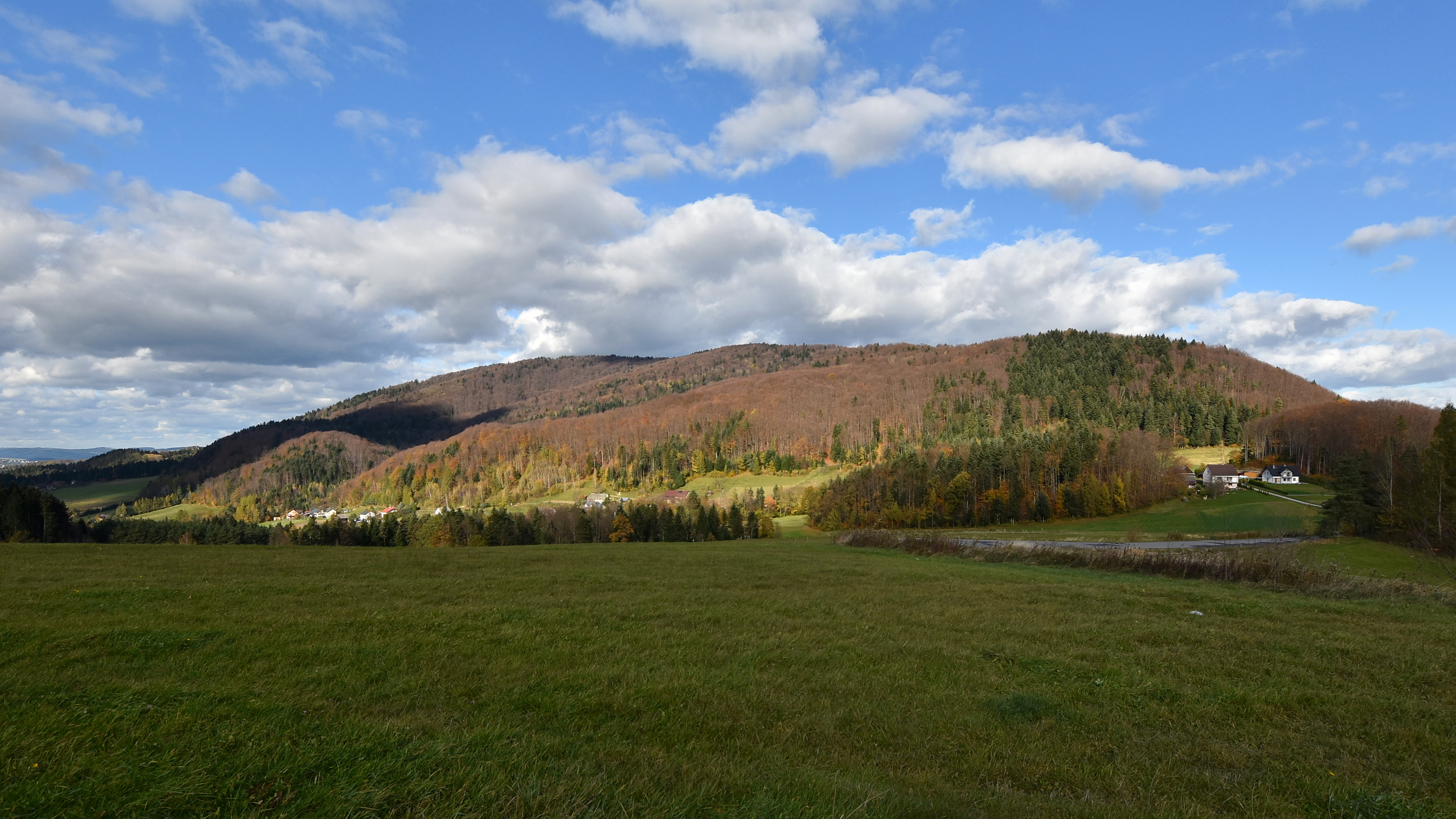
Widok na Chełm z Wawrzki

Piesze szlaki turystyczne:
- Grybów – Chełm (780 m) – Wawrzka – Flasza